# Sail Indonesia

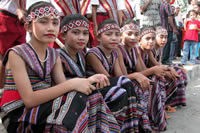
Danseurs de l'île d'Alor

Sail Indonesia est une série de compétitions nautiques et d'événements pour yachts qui se tiennent chaque année en Indonésie depuis 2001. Ces événements sont organisés par la fondation Yayasan Cinta Bahari Indonesia (YCBI).
Sail Indonesia commence fin juillet par un rallye de yachts de Darwin sur la côte nord de l'Australie à Kupang dans l'ouest de l'île de Timor. À leur arrivée à Kupang, les équipages participent à une série d'événements dans les îles d'Alor, Lembata, Florès, Sulawesi, Bornéo, Bali, Karimunjawa, Java et Batam puis quittent les eaux indonésiennes pour Singapour, la Malaisie et la Thaïlande.
Les yachts ont de 31 à 80 pieds de longueur et sont de tous types monocoque, catamaran ou trimaran.